# Glynis Nunnová
Glynis Leanne Nunnová (* 4. prosince 1960 Toowoomba, Queensland) je bývalá australská atletka, olympijská vítězka v sedmiboji.

## Sportovní kariéra
Na prvním mistrovství světa v Helsinkách v roce 1983 skončila v sedmiboji sedmá. O rok později měl sedmiboj premiéru na olympiádě. V Los Angeles zvítězila v osobním rekordu 6390 bodů. Zároveň obsadila páté místo v běhu na 100 metrů překážek.